# گورنگا پشچانیتسا
گورنگا پشچانیتسا (به صربی: Gornja Peščanica) یک روستا در صربستان است که در الکسیناتس واقع شده‌است. گورنگا پشچانیتسا ۲۴۸ نفر جمعیت دارد.